# Conrad Hauser
Conrad Caspar Hauser (16. februar 1743 i Basel – 14. december 1824 i København) var en dansk købmand.

## Karriere
Han var født i Basel af ret velstående forældre. Faderen, Rudolph Hauser, døde 1766, moderen, Catharina født König (1708-1786). I en ung alder drog Hauser til udlandet og skabte sig en god stilling som købmand i Marseille. Han ægtede 6. marts 1768 i denne by en datter af notarius publicus i København Rasmus Æreboe, Karen Æreboe (døbt 23. september 1729 i Holmens Kirke - 13. juni 1810 i København), som dengang styrede huset for broderen Andreas Æreboe, der var konsul i Algier. For tjenester ydede den danske middelhavsflåde blev han 1776 på admiral Simon Hooglants anbefaling udnævnt til kgl. dansk agent med kommerceråds rang, men på betingelse af, at han oprettede et handelshus i Kiel, hvad han efter sigende stod i begreb med. Om end denne plan ikke realiseredes, fik han dog snart lejlighed til at indtræde i et anset dansk handelshus, da baron Reinhard Iselin 1777 trådte tilbage fra sine forretninger for at lade dem gå over til C.F. Iselin, Hauser og Frølich. 1778 blev Hauser udnævnt til handelsadministrator for det nyoprettede kgl. danske oktroierede vestindiske Handelsselskab, og 1816 valgtes han, trods sine 73 år, til medlem af direktionen for Asiatisk Kompagni. 1823 blev han dog ikke længere genvalgt, men generalforsamlingen udtalte sin anerkendelse af "hans ædle Velvilje og nidkjære Bestræbelser for Kompagniets Tarv". 1812 udnævntes han til konferensråd.

## Byggevirksomhed
Hvor dygtig en handelsmand Hauser end var, skyldte han dog sin byggevirksomhed, at hans navn i Hausergade (navngivet 1811) og Hauser Plads (navngivet 1838) er bevaret til nutiden. Efter Københavns bombardement 1807 udfoldede han nemlig en meget betydelig virksomhed for at opføre nye, rummelige og sunde boliger på nogle brandtomter mellem Kultorvet og Åbenrå. Om man end ikke nu kan dele samtidens betragtning af det store bygningskompleks som en forskønnelse for byen, af hjalp han dog herved et betydeligt savn, som regeringen ved mange midler søgte at råde bod på. Imidlertid satte Hauser herved sin betydelige formue over styr på grund af de kort efter indtrædende sørgelige pengeforhold. Ved behandlingen af hans dødsbo viste det sig, at han havde deltaget i foretagender, der dels havde givet tab, dels kun havde resulteret i udstedelsen af kunstnerisk udførte aktiebreve.
Hauser satte efter samtidens mode en særlig ære i at være en "god Borger" og var det i fuldt mål, støttede mange humane formål og omfattede sit nye fædreland med et varmt hjerte. Hauser døde 14. december 1824. Han havde anden gang ægtet Cicilia Marie Ludvigsen (døbt 17. januar 1768 i Almind Kirke - 4. august 1844 i København, gift 1. gang 1802 med assistent i Vestindisk Handelsselskab, senere kommissionær Peter Ludvigsen, 1751–1812), datter af byfoged i Kalundborg, krigsråd Ulrich Christian Ludvigsen (1725-1800) og Karen Cathrine Dietrichson (1740-1824).
Han er begravet på Assistens Kirkegård.
Hauser er afbildet på stik af Georg Christian Schule 1786, af indgangen til Frederiksberg Have. Portrætmaleri af Liepmann Fraenckel 1816.